# Xinjian (sockenhuvudort i Kina, Guizhou Sheng, lat 28,19, long 107,67)
Xinjian (kinesiska: 新建, 新建乡, 朱家场) är en sockenhuvudort i Kina. Den ligger i provinsen Guizhou, i den sydvästra delen av landet, omkring 200 kilometer nordost om provinshuvudstaden Guiyang. Antalet invånare är 14 441. Befolkningen består av 7 103 kvinnor och 7 338 män. Barn under 15 år utgör 29,0 %, vuxna 15-64 år 60 %, och äldre över 65 år 10,0 %.